# Маметшаев, Омар
Омар Маметшаев (род. 3 мая 1989) — туркменский боксёр-любитель. Мастер спорта Туркменистана международного класса.

## Международная карьера
Серебряный призёр Чемпионата Азии по боксу среди юниоров 2007 в Алматы (до 69 кг). 
Серебряный призёр Чемпионата Азии по боксу 2009 7 - 13 июня в Чжухай, Китай (до 69 кг). 
Участник Чемпионата мира по боксу 2009 1 - 12 сентября в Милане (до 69 кг). 
Участник Чемпионата мира по боксу 2011 22 сентября - 10 октября в Баку (до 69 кг).
Участник Летних Азиатских игр 2010, 12—27 ноября, в Гуанчжоу, Китай (до 69 кг).
Участник Чемпионата Азии по боксу 2011 5-12 августа, в Инчхоне (Южная Корея) (до 69 кг).
| Дата                          | Турнир                                     | Место проведения    | Весовая категория        | Соперник           | Результат | Дополнительно                      |
| ----------------------------- | ------------------------------------------ | ------------------- | ------------------------ | ------------------ | --------- | ---------------------------------- |
| 22 сентября - 10 октября 2011 | Чемпионат мира по боксу 2011               | Баку, Азербайджан   | 69 кг (полусредний вес)  | Стивен Даньо       | 7 : 15    | 1/32 финала. Выбыл из турнира.     |
| 22 сентября - 10 октября 2011 | Чемпионат мира по боксу 2011               | Баку, Азербайджан   | 69 кг (полусредний вес)  | Джозеф Дирерагеа   | 21 : 6    | 1/62 финала. Вышел в 1/32 финала.  |
| 5-12 августа 2011             | Чемпионат Азии по боксу 2011               | Инчхон, Южная Корея | 69 кг (полусредний вес)  | Нодирбек Косимов   | 6 : 12    | 1/8 финала. Выбыл из турнира.      |
| 12—27 ноября 2010             | Летние Азиатские игры 2010                 | Гуанчжоу, Китай     | 69 кг (полусредний вес)  | Уктамджон Рахмонов | 4 : 10    | 1/8 финала. Выбыл из турнира.      |
| 12 — 27 ноября 2010           | Летние Азиатские игры 2010                 | Гуанчжоу, Китай     | 69 кг (полусредний вес)  | Дилбаг Сингх       | 8 : 0     | 1/16 финала. Вышел в 1/8 финала.   |
| 1 - 12 сентября 2009          | Чемпионат мира по боксу 2009               | Милан, Италия       | 69 кг (полусредний вес,) | Чжун Ён Нам        | 9 : 10    | 1/32 финала. Выбыл из турнира.     |
| 7 - 13 июня 2009              | Чемпионат Азии по боксу 2009               | Чжухай, Китай       | 69 кг (полусредний вес)  | Серик Сапиев       | 9 : 10    | Финал. Завоевал серебряную медаль. |
| 26 ноября - 2 декабря 2007    | Чемпионат Азии по боксу среди юниоров 2007 | Алматы, Казахстан   | 69 кг (полусредний вес)  | Ермек Сериков      | 9 : 15    | Финал. Завоевал серебряную медаль. |

## Национальные первенства
| Дата         | Турнир                         | Место проведения      | Весовая категория                     | Соперник | Результат | Дополнительно                                        |
| ------------ | ------------------------------ | --------------------- | ------------------------------------- | -------- | --------- | ---------------------------------------------------- |
| Декабрь 2006 | Чемпионат Туркменистана - 2006 | Ашхабад, Туркменистан | 69 кг (полусредний вес, welterweight) | ?        | 3 - 0     | ? место. Вошёл в национальную сборную Туркменистана. |
| Декабрь 2007 | Чемпионат Туркменистана - 2007 | Ашхабад, Туркменистан | 69 кг (полусредний вес, welterweight) | ?        | 3 - 0     | 1 место. Вошёл в национальную сборную Туркменистана. |